# الجهشياري
الجَهْشَيَاري (ت. 331 هـ / 943 م) هو مؤرخ وأديب، من أهل الكوفة.
هو أبو عبد الله محمد بن عبدوس بن عبد الله الكوفي الجهشياري. أتت نسبته «الجَهْشَيَارِي» من أن أباه كان يخدم «أبا الحسن علي بن جَهْشَيَار». نشأ في الكوفة، وعمل في دواوين بغداد ، وخدم الوزير علي بن عيسى والخليفة المقتدر.

## آثاره
من آثاره:
- «كتاب الوزراء والكتَّاب» تحقيق إبراهيم صالح، هيئة أبوظبي للثقافة والتراث، 2008.
- «أخبار المقتدر العباسي».
- «أسمار العرب والعجم والروم وغيرهم».[3]

ويحكون أن الجهشياري قام بتأليف كتاب عللى نسق ألف ليلة وليلة ٱختار فيه ألف سمر من سَمر العرب، وغيرهم وكتب فيه أربعمائة وثمانين سَمرة، وكان ينوي أن يجعلها ألفا، ولكن المنية عاجلته.